# Puente de las Flores-Rita Barberá
El puente de las Flores oficialmente y en valenciano, pont de les Flors, separa los tramos IX y X del Jardín del Turia, en la ciudad de Valencia. Fue inaugurado en 2002 y es obra diseño del ingeniero Manuel Biedma (Iberinsa). Su característica más conspicua es que siempre se encuentra adornado por flores, las cuales se cambian cuatro o más veces al año dependiendo de la época y festividades que se celebren. Durante la visita del Papa Benedicto XVI a la ciudad en 2006, se plantaron flores blancas y amarillas como homenaje a la bandera de la Ciudad del Vaticano.
El mantenimiento del puente, con periódicos cambios de ornamentación, hasta tres cambios anuales, fue objeto de polémica debido a su elevado coste, que en sus primeros años solía ascender varios cientos de miles de euros al año. La crisis económica y los cambios en el gobierno municipal hicieron que se fueran reduciendo paulatinamente los gastos de mantenimiento.
En julio de 2023, el Ayuntamiento de Valencia anunció que añadiría la denominación de "Alcaldesa Rita Barberá" en homenaje a la regidora de la ciudad de Valencia entre 1991 y 2015 con el mismo nombre.El ayuntamiento aprobó el cambio de nombre en septiembre de 2023 